# コンソリデーテッド・スチール
コンソリデーテッド・スチール（英: Consolidated Steel Corporation）は、アメリカ合衆国の鉄鋼・造船会社。同社は1929年にロサンゼルスに所在するレウェリン鉄工所、ベーカー鉄工所、ユニオン鉄工所の3社が統合して設立された。
第二次世界大戦中はカリフォルニア州ウィルミントンとテキサス州オレンジの二箇所で艦艇を建造した。

## 造船所

### オレンジ造船所
テキサス州オレンジのオレンジ造船所は、コンソリデーテッド・スチールがアメリカ海軍から海事調停委員会契約を獲得した1940年に拡張された。同造船所はピーク時には2万人が勤務した。最初に進水した艦はオーリック (USS Aulick, DD-569) で、1942年3月2日に進水した。
最後に進水した艦はカーペンター (USS Carpenter, DD-825) で、1945年12月28日に進水した。

### ウィルミントン造船所
カリフォルニア州ウィルミントンのウィルミントン造船所は、コンソリデーテッド・スチールがアメリカ海軍から海事調停委員会契約を獲得した後の1941年に設立された。同造船所はピーク時には1万2,000人が勤務した。
戦後は廃止され、現在はロサンゼルス港の自動車ターミナル196番および197番埠頭となっている。

## 戦後
終戦後間もない1945年にコンソリデーテッド・スチールは、戦時の造船会社であるカリフォルニア州のウェスタン・パイプ・アンド・スチール社の資産を合計620万ドルで買収した。ウェスタン・パイプ・アンド・スチールの資産とコンソリデーテッド・スチールの資産は1948年に1,700万ドル以上でUSスチールの一部門であるコロンビア・スチール社に売却され、コンソリデーテッド・ウェスタン・スチール社が創立された。コンソリデーテッド・スチールの社長であったオールデン・G・ローチがコンソリデーテッド・ウェスタン・スチールの社長に就任した。コンソリデーテッド・ウェスタン・スチールは後に親会社であるUSスチールに吸収合併された。
コロンビア・スチールへの売却後、コンソリデーテッド・スチールの残余財産はコンソリデーテッド・リキデーティング社が引き継いだが、同社は1952年1月29日に解散した。